# Immunochemia
Immunochemia – gałąź immunologii, która zajmuje się przede wszystkim chemiczną strukturą antygenów, przeciwciał i innych elementów zjawisk immunologicznych (np. dopełniacza, interferonów itp.), a także fizykochemiczną stroną reakcji immunologicznych.